# پسی² ذات‌الکرسی
پسی² ذات‌الکرسی یک ستاره است که در صورت فلکی ذات‌الکرسی قرار دارد.